# 2005–2006-os UEFA-bajnokok ligája (egyenes kieséses szakasz)
A 2005–2006-os UEFA-bajnokok ligája egyenes kieséses szakasza 2006. február 21.-én kezdődött és május 17-én ért véget a párizsi Stade de France stadionban rendezett döntővel. Az egyenes kieséses szakaszban az a 16 csapat vett részt, amelyek a csoportkör során a saját csoportjuk első két helyének valamelyikén végeztek.

## Lebonyolítás
A döntő kivételével mindegyik mérkőzés oda-visszavágós rendszerben zajlott. A két találkozó végén az összesítésben jobbnak bizonyuló csapatok jutottak tovább a következő körbe. Ha az összesítésnél az eredmény döntetlen volt, akkor az idegenben több gólt szerző csapat jutott tovább. Amennyiben az idegenben lőtt gólok száma is azonos volt, akkor 30 perces hosszabbítást rendeztek a visszavágó rendes játékidejének lejárta után. Ha a 2×15 perces hosszabbításban gólt/gólokat szerzett mindkét együttes, és az összesített állás egyenlő volt, akkor a vendég csapat jutott tovább idegenben szerzett góllal/gólokkal. Gólnélküli hosszabbítás esetén büntetőpárbajra került sor. A döntőt egy mérkőzés keretében rendezték meg.
A nyolcaddöntők sorsolásakor figyelembe vették, hogy minden párosításnál egy csoportgyőztes és egy másik csoport csoportmásodika mérkőzzön egymással. Az egyetlen korlátozás az volt a sorsoláskor, hogy a nyolcaddöntőkben azonos nemzetű együttesek, illetve az azonos csoportból továbbjutó csapatok nem szerepelhetnek egymás ellen. A negyeddöntőktől kezdődően ez a korlátozás nincs érvényben.

## Ágrajz
|  | Nyolcaddöntők       | Nyolcaddöntők       | Nyolcaddöntők       | Nyolcaddöntők       | Nyolcaddöntők |   |                    | Negyeddöntők       | Negyeddöntők | Negyeddöntők | Negyeddöntők | Negyeddöntők |  |  | Elődöntők | Elődöntők | Elődöntők | Elődöntők | Elődöntők |  |  | Döntő | Döntő | Döntő |  |
|  |                     |                     |                     |                     |               |   |                    |                    |              |              |              |              |  |  |           |           |           |           |           |  |  |       |       |       |  |
|  | Real Madrid         | Real Madrid         | 0                   | 0                   | 0             |   |                    |                    |              |              |              |              |  |  |           |           |           |           |           |  |  |       |       |       |  |
|  | Real Madrid         | Real Madrid         | 0                   | 0                   | 0             |   |                    |                    |              |              |              |              |  |  |           |           |           |           |           |  |  |       |       |       |  |
|  | Arsenal             | Arsenal             | 1                   | 0                   | 1             |   |                    |                    |              |              |              |              |  |  |           |           |           |           |           |  |  |       |       |       |  |
|  | Arsenal             | Arsenal             | 1                   | 0                   | 1             |   | Arsenal            | Arsenal            | 2            | 0            | 2            |              |  |  |           |           |           |           |           |  |  |       |       |       |  |
|  |                     |                     |                     |                     |               |   | Arsenal            | Arsenal            | 2            | 0            | 2            |              |  |  |           |           |           |           |           |  |  |       |       |       |  |
|  |                     |                     | Juventus            | Juventus            | 0             | 0 | 0                  |                    |              |              |              |              |  |  |           |           |           |           |           |  |  |       |       |       |  |
|  | Werder Bremen       | Werder Bremen       | Juventus            | Juventus            | 0             | 0 | 0                  | 3                  | 1            | 4            |              |              |  |  |           |           |           |           |           |  |  |       |       |       |  |
|  | Werder Bremen       | Werder Bremen       |                     |                     |               |   |                    |                    |              | 4            |              |              |  |  |           |           |           |           |           |  |  |       |       |       |  |
|  | Juventus (i.g.)     | Juventus (i.g.)     | 2                   | 2                   | 4             |   |                    |                    |              |              |              |              |  |  |           |           |           |           |           |  |  |       |       |       |  |
|  | Juventus (i.g.)     | Juventus (i.g.)     | 2                   | 2                   | 4             |   | Arsenal            | Arsenal            | 1            | 0            | 1            |              |  |  |           |           |           |           |           |  |  |       |       |       |  |
|  |                     |                     |                     |                     |               |   |                    |                    |              |              |              |              |  |  |           |           |           |           |           |  |  |       |       |       |  |
|  |                     |                     | Villarreal CF       | Villarreal CF       | 0             | 0 | 0                  |                    |              |              |              |              |  |  |           |           |           |           |           |  |  |       |       |       |  |
|  | Ajax                | Ajax                | Villarreal CF       | Villarreal CF       | 0             | 0 | 0                  | 2                  | 0            | 2            |              |              |  |  |           |           |           |           |           |  |  |       |       |       |  |
|  | Ajax                | Ajax                |                     |                     |               |   |                    |                    |              | 2            |              |              |  |  |           |           |           |           |           |  |  |       |       |       |  |
|  | Internazionale      | Internazionale      | 2                   | 1                   | 3             |   |                    |                    |              |              |              |              |  |  |           |           |           |           |           |  |  |       |       |       |  |
|  | Internazionale      | Internazionale      | 2                   | 1                   | 3             |   | Internazionale     | Internazionale     | 2            | 0            | 2            |              |  |  |           |           |           |           |           |  |  |       |       |       |  |
|  |                     |                     |                     |                     |               |   | Internazionale     | Internazionale     | 2            | 0            | 2            |              |  |  |           |           |           |           |           |  |  |       |       |       |  |
|  |                     |                     | Villarreal CF (ig.) | Villarreal CF (ig.) | 1             | 1 | 2                  |                    |              |              |              |              |  |  |           |           |           |           |           |  |  |       |       |       |  |
|  | Rangers             | Rangers             | Villarreal CF (ig.) | Villarreal CF (ig.) | 1             | 1 | 2                  | 2                  | 1            | 3            |              |              |  |  |           |           |           |           |           |  |  |       |       |       |  |
|  | Rangers             | Rangers             |                     |                     |               |   |                    |                    |              | 3            |              |              |  |  |           |           |           |           |           |  |  |       |       |       |  |
|  | Villarreal CF (ig.) | Villarreal CF (ig.) | 2                   | 1                   | 3             |   |                    |                    |              |              |              |              |  |  |           |           |           |           |           |  |  |       |       |       |  |
|  | Villarreal CF (ig.) | Villarreal CF (ig.) | 2                   | 1                   | 3             |   | Arsenal            | Arsenal            | 1            |              |              |              |  |  |           |           |           |           |           |  |  |       |       |       |  |
|  |                     |                     |                     |                     |               |   |                    |                    |              |              |              |              |  |  |           |           |           |           |           |  |  |       |       |       |  |
|  |                     |                     | FC Barcelona        | FC Barcelona        | 2             |   |                    |                    |              |              |              |              |  |  |           |           |           |           |           |  |  |       |       |       |  |
|  | PSV Eindhoven       | PSV Eindhoven       | FC Barcelona        | FC Barcelona        | 2             | 0 | 0                  | 0                  |              |              |              |              |  |  |           |           |           |           |           |  |  |       |       |       |  |
|  | PSV Eindhoven       | PSV Eindhoven       |                     |                     |               |   |                    | 0                  |              |              |              |              |  |  |           |           |           |           |           |  |  |       |       |       |  |
|  | Olympique Lyonnais  | Olympique Lyonnais  | 1                   | 4                   | 5             |   |                    |                    |              |              |              |              |  |  |           |           |           |           |           |  |  |       |       |       |  |
|  | Olympique Lyonnais  | Olympique Lyonnais  | 1                   | 4                   | 5             |   | Olympique Lyonnais | Olympique Lyonnais | 0            | 1            | 1            |              |  |  |           |           |           |           |           |  |  |       |       |       |  |
|  |                     |                     |                     |                     |               |   | Olympique Lyonnais | Olympique Lyonnais | 0            | 1            | 1            |              |  |  |           |           |           |           |           |  |  |       |       |       |  |
|  |                     |                     | AC Milan            | AC Milan            | 0             | 3 | 3                  |                    |              |              |              |              |  |  |           |           |           |           |           |  |  |       |       |       |  |
|  | Bayern München      | Bayern München      | AC Milan            | AC Milan            | 0             | 3 | 3                  | 1                  | 1            | 2            |              |              |  |  |           |           |           |           |           |  |  |       |       |       |  |
|  | Bayern München      | Bayern München      |                     |                     |               |   |                    |                    |              | 2            |              |              |  |  |           |           |           |           |           |  |  |       |       |       |  |
|  | AC Milan            | AC Milan            | 1                   | 4                   | 5             |   |                    |                    |              |              |              |              |  |  |           |           |           |           |           |  |  |       |       |       |  |
|  | AC Milan            | AC Milan            | 1                   | 4                   | 5             |   | AC Milan           | AC Milan           | 0            | 0            | 0            |              |  |  |           |           |           |           |           |  |  |       |       |       |  |
|  |                     |                     |                     |                     |               |   |                    |                    |              |              |              |              |  |  |           |           |           |           |           |  |  |       |       |       |  |
|  |                     |                     | FC Barcelona        | FC Barcelona        | 1             | 0 | 1                  |                    |              |              |              |              |  |  |           |           |           |           |           |  |  |       |       |       |  |
|  | Benfica             | Benfica             | FC Barcelona        | FC Barcelona        | 1             | 0 | 1                  | 1                  | 2            | 3            |              |              |  |  |           |           |           |           |           |  |  |       |       |       |  |
|  | Benfica             | Benfica             |                     |                     |               |   |                    |                    |              | 3            |              |              |  |  |           |           |           |           |           |  |  |       |       |       |  |
|  | Liverpool FC        | Liverpool FC        | 0                   | 0                   | 0             |   |                    |                    |              |              |              |              |  |  |           |           |           |           |           |  |  |       |       |       |  |
|  | Liverpool FC        | Liverpool FC        | 0                   | 0                   | 0             |   | Benfica            | Benfica            | 0            | 0            | 0            |              |  |  |           |           |           |           |           |  |  |       |       |       |  |
|  |                     |                     |                     |                     |               |   | Benfica            | Benfica            | 0            | 0            | 0            |              |  |  |           |           |           |           |           |  |  |       |       |       |  |
|  |                     |                     | FC Barcelona        | FC Barcelona        | 0             | 2 | 2                  |                    |              |              |              |              |  |  |           |           |           |           |           |  |  |       |       |       |  |
|  | Chelsea             | Chelsea             | FC Barcelona        | FC Barcelona        | 0             | 2 | 2                  | 1                  | 1            | 2            |              |              |  |  |           |           |           |           |           |  |  |       |       |       |  |
|  | Chelsea             | Chelsea             |                     |                     |               |   |                    |                    |              | 2            |              |              |  |  |           |           |           |           |           |  |  |       |       |       |  |
|  | FC Barcelona        | FC Barcelona        | 2                   | 1                   | 3             |   |                    |                    |              |              |              |              |  |  |           |           |           |           |           |  |  |       |       |       |  |

## Nyolcaddöntők

### Párosítások
| 1. csapat      | Össz.Tooltip Aggregate score | 2. csapat          | 1. mérk. | 2. mérk. |
| -------------- | ---------------------------- | ------------------ | -------- | -------- |
| Chelsea        | 2–3                          | FC Barcelona       | 1–2      | 1–1      |
| Real Madrid    | 0–1                          | Arsenal            | 0–1      | 0–0      |
| Werder Bremen  | 4–4 (i.g.)                   | Juventus           | 3–2      | 1–2      |
| Bayern München | 2–5                          | AC Milan           | 1–1      | 1–4      |
| PSV Eindhoven  | 0–5                          | Olympique Lyonnais | 0–1      | 0–4      |
| AFC Ajax       | 2–3                          | Internazionale     | 2–2      | 0–1      |
| Benfica        | 3–0                          | Liverpool FC       | 1–0      | 2–0      |
| Rangers        | 3–3 (i.g.)                   | Villarreal CF      | 2–2      | 1–1      |

### 1. mérkőzések
Az időpontok közép-európai idő/közép-európai nyári idő szerint értendők.
| 2006. február 21. 20:45 |

| Bayern München | 1–1               | AC Milan                 |
| -------------- | ----------------- | ------------------------ |
| Ballack 23'    | (1–0) Jegyzőkönyv | Sevcsenko 58' (11-esből) |

| Allianz Arena, München Nézőszám: 66 000 Játékvezető: Frank De Bleeckere (belga) |

| 2006. február 21. 20:45 |

| PSV Eindhoven | 0–1               | Olympique Lyonnais |
| ------------- | ----------------- | ------------------ |
|               | (0–0) Jegyzőkönyv | Juninho 65'        |

| Philips Stadion, Eindhoven Nézőszám: 35 000 Játékvezető: Kírosz Vasszárasz (görög) |

| 2006. február 21. 20:45 |

| Real Madrid | 0–1               | Arsenal   |
| ----------- | ----------------- | --------- |
|             | (0–0) Jegyzőkönyv | Henry 47' |

| Santiago Bernabéu Stadion, Madrid Nézőszám: 70 000 Játékvezető: Stefano Farina (olasz) |

| 2006. február 21. 20:45 |

| Benfica    | 1–0               | Liverpool FC |
| ---------- | ----------------- | ------------ |
| Luisão 84' | (0–0) Jegyzőkönyv |              |

| Estádio da Luz, Lisszabon Nézőszám: 65 000 Játékvezető: Konrad Plautz (osztrák) |

| 2006. február 22. 20:45 |

| Rangers                          | 2–2               | Villarreal CF                  |
| -------------------------------- | ----------------- | ------------------------------ |
| Lovenkrands 22' Peña 82' (öngól) | (1–2) Jegyzőkönyv | Riquelme 8' (11-es) Forlán 35' |

| Ibrox Park, Glasgow Nézőszám: 49 375 Játékvezető: Eric Poulat (francia) |

| 2006. február 22. 20:45 |

| Werder Bremen                        | 3–2               | Juventus                 |
| ------------------------------------ | ----------------- | ------------------------ |
| Schulz 39' Borowski 87' Micoud 90+2' | (1–0) Jegyzőkönyv | Nedvěd 73' Trézéguet 82' |

| Weserstadion, Bremen Nézőszám: 36 500 Játékvezető: Manuel Mejuto González (spanyol) |

| 2006. február 22. 20:45 |

| Chelsea           | 1–2               | FC Barcelona                |
| ----------------- | ----------------- | --------------------------- |
| Motta 59' (öngól) | (0–0) Jegyzőkönyv | Terry 72' (öngól) Eto'o 80' |

| Stamford Bridge, London Nézőszám: 39 525 Játékvezető: Terje Hauge (norvég) |

| 2006. február 22. 20:45 |

| Ajax                      | 2–2               | Internazionale         |
| ------------------------- | ----------------- | ---------------------- |
| Huntelaar 16' Rosales 20' | (2–0) Jegyzőkönyv | Stanković 49' Cruz 86' |

| Amsterdam ArenA, Amszterdam Nézőszám: 46 650 Játékvezető: Wolfgang Stark (német) |

### 2. mérkőzések
| 2006. március 7. 20:45 |

| Villarreal CF    | 1–1               | Rangers         |
| ---------------- | ----------------- | --------------- |
| Arruabarrena 49' | (0–1) Jegyzőkönyv | Lovenkrands 12' |

| Estadio El Madrigal, Villarreal Nézőszám: 23 000 Játékvezető: Alain Hamer (luxemburgi) |

| 2006. március 7. 20:45 |

| Juventus                  | 2–1               | Werder Bremen |
| ------------------------- | ----------------- | ------------- |
| Trézéguet 65' Emerson 88' | (0–1) Jegyzőkönyv | Micoud 13'    |

| Stadio Delle Alpi, Torino Nézőszám: 35 000 Játékvezető: Graham Poll (angol) |

| 2006. március 7. 20:45 |

| FC Barcelona   | 1–1               | Chelsea                  |
| -------------- | ----------------- | ------------------------ |
| Ronaldinho 78' | (0–0) Jegyzőkönyv | Lampard 90+2' (11-esből) |

| Camp Nou, Barcelona Nézőszám: 98 450 Játékvezető: Markus Merk (német) |

| 2006. március 8. 20:45 |

| AC Milan                              | 4–1               | Bayern München |
| ------------------------------------- | ----------------- | -------------- |
| Inzaghi 8' 47' Sevcsenko 25' Kaká 59' | (2–1) Jegyzőkönyv | Ismael 35'     |

| San Siro, Milánó Nézőszám: 78 600 Játékvezető: Valentyin Ivanov (orosz) |

| 2006. március 8. 20:45 |

| Olympique Lyonnais                   | 4–0               | PSV Eindhoven |
| ------------------------------------ | ----------------- | ------------- |
| Tiago 26' 45+4' Wiltord 71' Fred 90' | (2–0) Jegyzőkönyv |               |

| Stade de Gerland, Lyon Nézőszám: 35 000 Játékvezető: Mike Riley (angol) |

| 2006. március 8. 20:45 |

| Arsenal | 0–0         | Real Madrid |
| ------- | ----------- | ----------- |
|         | Jegyzőkönyv |             |

| Highbury, London Nézőszám: 35 500 Játékvezető: Ľuboš Micheľ (szlovák) |

| 2006. március 8. 20:45 |

| Liverpool FC | 0–2               | Benfica               |
| ------------ | ----------------- | --------------------- |
|              | (0–1) Jegyzőkönyv | Simão 36' Miccoli 89' |

| Anfield, Liverpool Nézőszám: 42 750 Játékvezető: Massimo De Santis (olasz) |

| 2006. március 14. 20:45 |

| Internazionale | 1–0               | Ajax |
| -------------- | ----------------- | ---- |
| Stanković 57'  | (0–0) Jegyzőkönyv |      |

| San Siro, Milánó Nézőszám: 48 850 Játékvezető: Peter Fröjdfeldt (svéd) |

## Negyeddöntők

### Párosítások
| 1. csapat          | Össz.Tooltip Aggregate score | 2. csapat     | 1. mérk. | 2. mérk. |
| ------------------ | ---------------------------- | ------------- | -------- | -------- |
| Arsenal            | 2–0                          | Juventus      | 2–0      | 0–0      |
| Olympique Lyonnais | 1–3                          | AC Milan      | 0–0      | 1–3      |
| Internazionale     | 2–2 (i.g.)                   | Villarreal CF | 2–1      | 0–1      |
| Benfica            | 0–2                          | FC Barcelona  | 0–0      | 0–2      |

### 1. mérkőzések
| 2006. március 28. 20:45 |

| Benfica | 0–0         | FC Barcelona |
| ------- | ----------- | ------------ |
|         | Jegyzőkönyv |              |

| Estádio da Luz, Lisszabon Nézőszám: 65 000 Játékvezető: Steve Bennett (angol) |

| 2006. március 28. 20:45 |

| Arsenal                | 2–0               | Juventus |
| ---------------------- | ----------------- | -------- |
| Fàbregas 40' Henry 69' | (1–0) Jegyzőkönyv |          |

| Highbury, London Nézőszám: 35 475 Játékvezető: Peter Fröjdfeldt (svéd) |

| 2006. március 29. 20:45 |

| Olympique Lyonnais | 0–0         | AC Milan |
| ------------------ | ----------- | -------- |
|                    | Jegyzőkönyv |          |

| Stade de Gerland, Lyon Nézőszám: 39 300 Játékvezető: Konrad Plautz (osztrák) |

| 2006. március 29. 20:45 |

| Internazionale         | 2–1               | Villarreal CF |
| ---------------------- | ----------------- | ------------- |
| Adriano 7' Martins 54' | (1–1) Jegyzőkönyv | Forlán 1'     |

| San Siro, Milánó Nézőszám: 49 150 Játékvezető: Alain Sars (francia) |

### 2. mérkőzések
| 2006. április 4. 20:45 |

| Villarreal CF    | 1–0               | Internazionale |
| ---------------- | ----------------- | -------------- |
| Arruabarrena 58' | (0–0) Jegyzőkönyv |                |

| Estadio El Madrigal, Villarreal Nézőszám: 23 000 Játékvezető: Kírosz Vasszárasz (görög) |

| 2006. április 4. 20:45 |

| AC Milan                        | 3–1               | Olympique Lyonnais |
| ------------------------------- | ----------------- | ------------------ |
| Inzaghi 25' 88' Sevcsenko 90+3' | (1–1) Jegyzőkönyv | Diarra 31'         |

| San Siro, Milánó Nézőszám: 78 900 Játékvezető: Terje Hauge (norvég) |

| 2006. április 5. 20:45 |

| FC Barcelona             | 2–0               | Benfica |
| ------------------------ | ----------------- | ------- |
| Ronaldinho 19' Eto'o 89' | (1–0) Jegyzőkönyv |         |

| Camp Nou, Barcelona Nézőszám: 89 875 Játékvezető: Ľuboš Micheľ (szlovák) |

| 2006. április 5. 20:45 |

| Juventus | 0–0         | Arsenal |
| -------- | ----------- | ------- |
|          | Jegyzőkönyv |         |

| Stadio Delle Alpi, Torino Nézőszám: 45 000 Játékvezető: Herbert Fandel (német) |

## Elődöntők
| 1. csapat | Össz.Tooltip Aggregate score | 2. csapat     | 1. mérk. | 2. mérk. |
| --------- | ---------------------------- | ------------- | -------- | -------- |
| Arsenal   | 1–0                          | Villarreal CF | 1–0      | 0–0      |
| AC Milan  | 0–1                          | FC Barcelona  | 0–1      | 0–0      |

### 1. mérkőzés
| 2006. április 18. 20:45 |

| AC Milan | 0–1               | FC Barcelona |
| -------- | ----------------- | ------------ |
|          | (0–0) Jegyzőkönyv | Giuly 57'    |

| San Siro, Milánó Nézőszám: 76 900 Játékvezető: Alain Sars (francia) |

| 2006. április 19. 20:45 |

| Arsenal   | 1–0               | Villarreal CF |
| --------- | ----------------- | ------------- |
| Touré 41' | (1–0) Jegyzőkönyv |               |

| Highbury, London Nézőszám: 35 450 Játékvezető: Konrad Plautz (osztrák) |

### 2. mérkőzések
| 2006. április 25. 20:45 |

| Villarreal CF | 0–0         | Arsenal |
| ------------- | ----------- | ------- |
|               | Jegyzőkönyv |         |

| Estadio El Madrigal, Villarreal Nézőszám: 22 000 Játékvezető: Valentin Ivanov (orosz) |

| 2006. április 26. 20:45 |

| FC Barcelona | 0–0         | AC Milan |
| ------------ | ----------- | -------- |
|              | Jegyzőkönyv |          |

| Camp Nou, Barcelona Nézőszám: 95 650 Játékvezető: Markus Merk (német) |

## Döntő
| 2006. május 17. 20:45 |

| Barcelona              | 2–1               | Arsenal      |
| ---------------------- | ----------------- | ------------ |
| Eto’o 76' Belletti 81' | (0–1) Jegyzőkönyv | Campbell 37' |

| Stade de France, Párizs Nézőszám: 79 610 Játékvezető: Terje Hauge (norvég) |